# Torre Alháquime (kommunhuvudort)
Torre Alháquime är en kommunhuvudort i Spanien.   Den ligger i provinsen Provincia de Cádiz och regionen Andalusien, i den södra delen av landet, 400 km söder om huvudstaden Madrid. Torre Alháquime ligger 469 meter över havet och antalet invånare är 875.
Terrängen runt Torre Alháquime är lite kuperad. Runt Torre Alháquime är det ganska glesbefolkat, med 38 invånare per kvadratkilometer. Närmaste större samhälle är Olvera, 3,6 km nordväst om Torre Alháquime. Trakten runt Torre Alháquime består till största delen av jordbruksmark.